# The Moon and Serpent Grand Egyptian Theatre of Marvels
The Moon and Serpent Grand Egyptian Theatre of Marvels är en grupp ockultister och artister bestående av bl.a. Alan Moore, Bauhausmedlemmen David J och musikern Tim Perkins. De framför ockulta "workings" som består av poesiliknande prosa framfört till musik. Flertalet av dessa så kallade "workings" har blivit släppta på CD. Det var även namnet på deras första stycke, vilket släpptes som spoken word på cd 1996.

## Historia
Gruppen bildades i mitten av 1990-talet.

### The Moon and Serpent Grand Egyptian Theatre of Marvels
Gruppens första "working" hände 1994. Den släpptes på cd 1996 och 2000. Den handlade delvis om en upptäcktsfärd i London. Skivans första spår, "The Hair of the Snake That Bit Me", släpptes även på Hexentexts, Creation Books provsamlingscd, till vilken Alan Moore har gjort omslaget.